# Cao (estat)
L'estat de Cáo (xinès tradicional: 曹國, xinès simplificat: 曹国, pinyin: Cáo Guó) va ser un estat vassall de la Xina durant la dinastia Zhou (1046 -221 BCE). L'estat va ser fundat en algun moment del segle 11 aC per Jī Zhènduó (d. 1053 BCE) （姬振鐸/姬振铎）, fill del Rei Wen de Zhou i germà menor del rei Wu de Zhou. Amb la seua capital a Táoqiū (陶丘), l'Estat de Cáo abastà aproximadament l'àrea de l'actual Comtat de Dingtao a la província de Shandong.

## Història
Com a resultat de la relativa debilitat dels Cao, les generacions posteriors escrigueren uns quants registres sobre els esdeveniments relacionats amb la història de l'estat.
L'únic fet remarcable enregistrat en els Registres del Gran Historiador durant la Dinastia Zhou Occidental (1046 – 770 BCE) ocorregué en el 826 BCE quan Youbo de Cao va ser assassinat pel seu germà menor Daibo de Cao.
Al començament de la Dinastia Zhou Oriental (770 BCE)， l'Estat de Cao va patir commoció interior. En 760 BCE, el Duc Mu de Cao va matar el seu germà major Cáo Fèibó i va nomenar a si mateix l'onzè governant. Va ser el primer governant de l'Estat de Cáo a rebre el títol pòstum de "Duc" (公).
Durant el període de Primaveres i Tardors l'estat de Cáo se va quedar atrapat en una lluita per l'hegemonia entre els estats de Jìn i Chŭ. En el 637 aCE Chóng’ěr, fill del Duc Xian de Jin, tingué dificultats en passar a través de l'Estat de Cáo i va ser tractat amb rudesa per part del Duc Gòng de Cáo.
Quan els estats de Jin i Chu xocaren a la batalla de Chengpu en el 632 BCE, Jìn va derrotar a l'Estat de Cáo, va rescatar a l'Estat de Song i retingué al Duc Gòng de Cáo com a presoner. Després de la derrota de l'Estat de Chŭ, Cáo seguí les ordres del seu veí del costat, l'Estat de Jin.
Més tard, els estats de Cáo i Sòng se van enemistar entre ells.